# 索洛夫拉
索洛夫拉（義大利語：Solofra），是意大利阿韦利诺省的一个市镇。总面积21平方公里，人口12227人，人口密度582.2人/平方公里（2009年）。ISTAT代码为064101。